# 日本のアダルトアニメ一覧 (か行)
- アニメ > アダルトアニメ > 日本のアダルトアニメ一覧 > 日本のアダルトアニメ一覧 (か行)
- アニメ > アニメ作品一覧 > 日本のアダルトアニメ一覧 > 日本のアダルトアニメ一覧 (か行)

日本のアダルトアニメ一覧 (か行)では、日本におけるアニメ商業作品においてアダルトアニメとされている作品の五十音順“か行”の一覧を記載。
- 記載の凡例については日本のアダルトアニメ一覧#凡例を参照

| あ行 | あ・い・う・え・お | は行 | は・ひ・ふ・へ・ほ |
| か行 | か・き・く・け・こ | ま行 | ま・み・む・め・も |
| さ行 | さ・し・す・せ・そ | や行 | や・ゆ・よ         |
| た行 | た・ち・つ・て・と | ら行 | ら・り・る・れ・ろ |
| な行 | な・に・ぬ・ね・の | わ行 | わ・ゐ・ゑ・を・ん |

| 1960年代 - 1990年代 | 1960年代 | 1960・1961・1962・1963・1964・1965・1966・1967・1968・1969 |
| 1960年代 - 1990年代 | 1970年代 | 1970・1971・1972・1973・1974・1975・1976・1977・1978・1979 |
| 1960年代 - 1990年代 | 1980年代 | 1980・1981・1982・1983・1984・1985・1986・1987・1988・1989 |
| 1960年代 - 1990年代 | 1990年代 | 1990・1991・1992・1993・1994・1995・1996・1997・1998・1999 |
| 2000年代            | 2000年代 | 2000・2001・2002・2003・2004・2005・2006・2007・2008・2009 |
| 2010年代            | 2010年代 | 2010・2011・2012・2013・2014・2015・2016・2017・2018・2019 |
| 2020年代            | 2020年代 | 2020・2021・2022・2023・2024・2025・2026・2027・2028・2029 |

| 目次 | • 脚注• 注釈• 出典• 参考文献 |

## か
| 作品名 | 年月日         | 製作                                   | 発売元                             | 販売元                   |
| --- | -------------- | -------------------------------------- | ---------------------------------- | ------------------------ |
| 母ちゃんの友達にシコってるところ見られた。 THE ANIMATION                                                                      | 2020年10月30日 | ピンクパイナップル                     | ピンクパイナップル                 | ピンクパイナップル       |
| ガーデン THE ANIMATION Bloom.1「セックスフレンド」                                                                            | 2013年4月26日  | ピンクパイナップル                     | ピンクパイナップル                 | ピンクパイナップル       |
| ガーデン THE ANIMATION Bloom.2「メモリー」                                                                                    | 2013年7月26日  | ピンクパイナップル                     | ピンクパイナップル                 | ピンクパイナップル       |
| Garden 高嶺家の二輪花 The Animation                                                                                           | 2022年2月25日  | ピンクパイナップル                     | ピンクパイナップル                 | ピンクパイナップル       |
| がーるずらっしゅ The Animation 第1巻                                                                                          | 2021年12月24日 | ピンクパイナップル                     | ピンクパイナップル                 | ピンクパイナップル       |
| がーるずらっしゅ The Animation 第2巻                                                                                          | 2021年12月24日 | ピンクパイナップル                     | ピンクパイナップル                 | ピンクパイナップル       |
| 姦淫特急 満潮 前編 | 2010年8月6日   | デジタルワークス                       | バニラ                             | ジェイ・ブイ・ディー     |
| 姦淫特急 満潮 後編 | 2010年11月12日 | デジタルワークス                       | バニラ                             | ジェイ・ブイ・ディー     |
| 回春 前編 曼陀羅の試薬 | 2000年1月28日  | 九魔                                   | マイアミソフト                     | メディアバンク           |
| 回春 後編 彌勒編 | 2000年2月25日  | 九魔                                   | マイアミソフト                     | メディアバンク           |
| A KITE（カイト） Vol.1 | 1998年2月25日  | ビームエンタテインメント               | ビームエンタテインメント           | ビームエンタテインメント |
| A KITE（カイト） Vol.2 | 1998年10月25日 | ビームエンタテインメント               | ビームエンタテインメント           | ビームエンタテインメント |
| 解放区 〜痴漢ハーレム〜 | 2007年3月25日  |                                        | JAM                                | GPミュージアムソフト     |
| ガイ -妖魔覚醒- | 1988年12月6日  | フレンズ                               | 宇宙企画                           |                          |
| 快楽殺人調査官 KoJi File1:魔導開眼                                                                                            | 1999年3月26日  | スカイバード                           | セピアコーポレーション             | アミューズソフト販売     |
| 快楽殺人調査官 KoJi File2:超能胎動                                                                                            | 1999年5月27日  | スカイバード                           | セピアコーポレーション             | アミューズソフト販売     |
| 快楽殺人調査官 KoJi File3:地獄曼陀羅                                                                                          | 1999年7月23日  | セピアコーポレーション                 | セピアコーポレーション             | アミューズソフト販売     |
| 帰ってきたコートの中の天使達 めざせ優勝!汗と涙と㊙の合宿 前編                                                                 | 2001年10月26日 | ピンクパイナップル                     | ピンクパイナップル                 | ピンクパイナップル       |
| 帰ってきたコートの中の天使達 めざせ優勝!汗と涙と㊙の合宿 後編                                                                 | 2002年1月25日  | ピンクパイナップル                     | ピンクパイナップル                 | ピンクパイナップル       |
| 顔のない月 No Surface Moon THE ANIMATION 第一夜「椿」                                                                         | 2001年12月28日 | ピンクパイナップル                     | ピンクパイナップル                 | ピンクパイナップル       |
| 顔のない月 No Surface Moon THE ANIMATION 第二夜「向日葵」                                                                     | 2002年7月26日  | ピンクパイナップル                     | ピンクパイナップル                 | ピンクパイナップル       |
| 顔のない月 No Surface Moon THE ANIMATION 第三夜「芍薬」                                                                       | 2002年12月27日 | ピンクパイナップル                     | ピンクパイナップル                 | ピンクパイナップル       |
| 顔のない月 No Surface Moon THE ANIMATION 第四夜「白百合」                                                                     | 2003年6月13日  | ピンクパイナップル                     | ピンクパイナップル                 | ピンクパイナップル       |
| 顔のない月 No Surface Moon THE ANIMATION 第五夜「彼岸花」                                                                     | 2004年7月23日  | ピンクパイナップル                     | ピンクパイナップル                 | ピンクパイナップル       |
| かがち様お慰め奉ります 寝取られ村淫夜噺 THE ANIMATION                                                                         | 2013年10月25日 | ピンクパイナップル                     | ピンクパイナップル                 | ピンクパイナップル       |
| ガキにもどって 犯りなおしっ!!! #1                                                                                             | 2019年1月18日  | せるふぃっしゅ                         |                                    |                          |
| ガ●にもどって 犯りなおしっ!!! #2                                                                                              | 2019年9月20日  | せるふぃっしゅ                         |                                    |                          |
| 下級生2 〜季花詞集〔Anthology〕〜 第一節「トードリリー 〜秘密〜」                                                             | 2006年3月24日  | ピンクパイナップル                     | ピンクパイナップル                 | ピンクパイナップル       |
| 下級生2 〜季花詞集〔Anthology〕〜 第二節「ブバルディア 〜情熱〜」                                                             | 2006年6月23日  | ピンクパイナップル                     | ピンクパイナップル                 | ピンクパイナップル       |
| 下級生2 〜Sketchbook〜 Page.1「Dress」                                                                                        | 2007年5月25日  | ピンクパイナップル                     | ピンクパイナップル                 | ピンクパイナップル       |
| 下級生2 〜Sketchbook〜 Page.2「Face」                                                                                         | 2007年6月22日  | ピンクパイナップル                     | ピンクパイナップル                 | ピンクパイナップル       |
| かぎろひ 〜勺景〜 上巻「地獄触手」                                                                                            | 2009年9月25日  | PoRO                                   | PoRO                               | エイ・ワン・シー         |
| かぎろひ 〜勺景〜 下巻「触手調教」                                                                                            | 2010年1月29日  | PoRO                                   | PoRO                               | エイ・ワン・シー         |
| かぎろひ〜勺景〜 Another 第一夜 少女との蜜月、その終わり                                                                      | 2017年10月27日 | 鈴木みら乃                             | 鈴木みら乃                         | エイ・ワン・シー         |
| かぎろひ〜勺景〜 Another 第二夜 夕暮れの教室、誘う艶髪                                                                        | 2017年11月24日 | 鈴木みら乃                             | 鈴木みら乃                         | エイ・ワン・シー         |
| かぎろひ〜勺景〜 Another 第三夜 乱れる淑女、悪意の花踊る                                                                      | 2018年1月26日  | 鈴木みら乃                             | 鈴木みら乃                         | エイ・ワン・シー         |
| かぎろひ〜勺景〜 Another 第四夜 明かされる真実、少女達の嬌声                                                                  | 2018年2月23日  | 鈴木みら乃                             | 鈴木みら乃                         | エイ・ワン・シー         |
| 学園 〜恥辱の図式〜 前編 | 2002年6月7日   | デジタルワークス                       | バニラ                             | ジェイ・ブイ・ディー     |
| 学園 〜恥辱の図式〜 後編 | 2002年9月6日   | デジタルワークス                       | バニラ                             | ジェイ・ブイ・ディー     |
| 学園2 EPISODE.01「ひにゃあっ!ミルクでちゃうのぉ」                                                                             | 2007年6月29日  | ひまじん                               | ひまじん                           | マリゴールド             |
| 学園2 EPISODE.02「らめぇぇぇぇっ!妊娠いやあぁぁぁぁっっ!」                                                                    | 2008年6月27日  | 鈴木みら乃                             |                                    |                          |
| 学園3 〜華麗なる悦辱〜 THE ANIMATION EPISODE：01                                                                              | 2011年3月18日  | Celeb                                  | Celeb                              |                          |
| 学園3 〜華麗なる悦辱〜 THE ANIMATION EPISODE：02                                                                              | 2011年7月22日  | Celeb                                  | Celeb                              |                          |
| 学園催眠隷奴 anime：01 あんたって本当に最低の屑だわ!                                                                          | 2010年4月16日  | ミルキーズピクチャーズ                 | ミルキーズピクチャーズ             | ミルキーズピクチャーズ   |
| 学園催眠隷奴 anime：02 もうダメ、子宮に中出しされてイグゥ〜♥                                                                  | 2010年8月20日  | ミルキーズピクチャーズ                 | ミルキーズピクチャーズ             | ミルキーズピクチャーズ   |
| 学園催眠隷奴 anime：03「いやっ、絶対まだ妊娠なんてしてないっ」                                                                | 2012年9月21日  | ミルキーズピクチャーズ                 | ミルキーズピクチャーズ             | ミルキーズピクチャーズ   |
| 学園姉妹 I | 2008年7月25日  | HOT BEAR                               | HOT BEAR                           | HOT BEAR                 |
| 学園姉妹 II | 2008年11月28日 | HOT BEAR                               | HOT BEAR                           | HOT BEAR                 |
| 学園侵触 ×× of the Dead 上巻                                                                                                  | 2017年4月28日  | ショーテン                             |                                    |                          |
| 学園侵触 ×× of the Dead 下巻                                                                                                  | 2017年10月27日 | ショーテン                             |                                    |                          |
| 学園ソドム VOL.1 | 1998年8月25日  | グリーンバニー                         | ビームエンタテインメント           | ビームエンタテインメント |
| 学園ソドム VOL.2 | 1998年11月25日 | グリーンバニー                         | ビームエンタテインメント           | ビームエンタテインメント |
| 学園で時間よ止まれ 止まる日菜と動く香奈子。 固まる白濁液と流れる破瓜の血 編                                                   | 2015年5月29日  | 鈴木みら乃                             | 鈴木みら乃                         | エイ・ワン・シー         |
| 学園で時間よ止まれ プールを満たす白濁液。スクール水着は浮かばない 編                                                          | 2015年6月26日  | 鈴木みら乃                             | 鈴木みら乃                         | エイ・ワン・シー         |
| 学園で時間よ止まれ 終わらない復讐劇 止まらない破瓜の血 編                                                                     | 2015年9月25日  | 鈴木みら乃                             | 鈴木みら乃                         | エイ・ワン・シー         |
| 学園で時間よ止まれ 時間停止の悪夢。惨劇最終章は……“止まらない”編                                                               | 2015年10月30日 | 鈴木みら乃                             | 鈴木みら乃                         | エイ・ワン・シー         |
| 学艶七不思議 怪ノ壱 | 2003年10月25日 | イメージワークス                       | イメージワークス                   | GPミュージアム           |
| 学艶七不思議 怪ノ弐 | 2004年2月25日  | イメージワークス                       | イメージワークス                   | GPミュージアム           |
| 学園の生贄――慰み者と化した巨乳不良少女 〜白濁に侵される褐色&堕肉の狂宴〜 THE ANIMATION                                        | 2015年7月24日  | ピンクパイナップル                     | ピンクパイナップル                 | ピンクパイナップル       |
| 学園の狩猟者 前編 | 2003年3月14日  | デジタルワークス                       | バニラ                             | ジェイ・ブイ・ディー     |
| 学園の狩猟者 後編 | 2003年7月11日  | デジタルワークス                       | バニラ                             | ジェイ・ブイ・ディー     |
| 学園まりあ 〜爆乳ティーチャーズ〜                                                                                             | 2002年6月25日  | オゼ                                   | オゼ                               | オゼ                     |
| かくしデレ #1 | 2013年4月19日  | Pashmina                               | Pashmina                           | ミルキーズピクチャーズ   |
| かくしデレ #2 妹チョコH | 2013年7月19日  | Pashmina                               | Pashmina                           | ミルキーズピクチャーズ   |
| かくしデレ #3 初×初シンドローム                                                                                               | 2013年11月29日 | PashminaA                              | PashminaA                          | デジタルワークス         |
| かぐや姫 竹取物語 | 1987年9月21日  | 東京スタジオ                           | 東京スタジオ                       |                          |
| カスタム隷奴 〜小夜子の章〜                                                                                                   | 2001年5月25日  |                                        | ミントハウス                       |                          |
| 家属 〜母と姉妹の嬌声〜 無防備な美義母・乙葉〜めくれ上がるネグリジェ♥〜                                                       | 2021年5月28日  | PoRO                                   | PoRO                               | エイ・ワン・シー         |
| 家属 〜母と姉妹の嬌声〜 美しすぎる義母・乙葉〜旦那に滴る息子との恥蜜♥〜                                                       | 2021年7月30日  | PoRO                                   | PoRO                               | エイ・ワン・シー         |
| 家属 〜母と姉妹の嬌声〜 疼き逸る媚肉・乙葉〜揺られ搾られ姉痴漢♥〜                                                             | 2021年10月29日 | PoRO                                   | PoRO                               | エイ・ワン・シー         |
| 家属 〜母と姉妹の嬌声〜 足裏熟女・乙葉〜指示裏ハマるつちふまず♥〜                                                             | 2021年12月24日 | PoRO                                   | PoRO                               | エイ・ワン・シー         |
| 片田舎に嫁いできた○シア娘とHしまくるお話 若奥様は幽霊が苦手の巻（仮）                                                         | 2017年11月24日 | Collaboration Works                    | Collaboration Works                | エイ・ワン・シー         |
| 片田舎に嫁いできた○シア娘とHしまくるお話 若奥様はお祭りに行きたいの巻（仮）                                                   | 2017年12月29日 | Collaboration Works                    | Collaboration Works                | エイ・ワン・シー         |
| 片田舎に嫁いできた○シア娘とHしまくるお話 若奥様はびしょびしょでアヘアヘの巻（仮）                                             | 2018年2月23日  | Collaboration Works                    | Collaboration Works                | エイ・ワン・シー         |
| 片田舎に嫁いできた○シア娘とHしまくるお話 若奥様がメイド服でご奉仕の巻（仮）                                                   | 2018年3月30日  | Collaboration Works                    | Collaboration Works                | エイ・ワン・シー         |
| 家庭教師のおねえさん THE ANIMATION 〜Hの偏差値あげちゃいます〜 LESSON.1「初レッスンはいきなりドキドキ♥クライマックス!?」      | 2007年4月27日  | ピンクパイナップル                     | ピンクパイナップル                 | ピンクパイナップル       |
| 家庭教師のおねえさん THE ANIMATION 〜Hの偏差値あげちゃいます〜 LESSON.2「セカンドレッスンはドキドキ♥ギンギン!コスプレ授業!?」 | 2007年6月22日  | ピンクパイナップル                     | ピンクパイナップル                 | ピンクパイナップル       |
| 家庭教師のおねえさん2 THE ANIMATION Instruct.1「もっとエッチなこと教えてあげる♪」                                             | 2010年10月22日 | ピンクパイナップル                     | ピンクパイナップル                 | ピンクパイナップル       |
| 家庭教師のおねえさん2 THE ANIMATION Instruct.2「どんなことでも教えてあげる☆」                                                 | 2011年1月28日  | ピンクパイナップル                     | ピンクパイナップル                 | ピンクパイナップル       |
| 家庭教師 美少年狩り | 2001年12月21日 | オブテイン・フューチャー               | オブテイン・フューチャー           |                          |
| 哀しみのベラドンナ | 1973年6月30日  | 虫プロダクション                       | -                                  | -                        |
| カナリヤは籠の中 監禁・Cage-1                                                                                                 | 2003年10月25日 | コンセプトフィルムズ                   |                                    |                          |
| カナリヤは籠の中 拘束・Cage-2                                                                                                 | 2004年1月25日  | コンセプトフィルムズ                   |                                    |                          |
| 彼女がネコミミに着替えたら | 2015年6月26日  | PashminaA                              | PashminaA                          | デジタルワークス         |
| 彼女×彼女×彼女 〜三姉妹とのドキドキ共同生活〜 第一話 都会はおっとり、しっかり、小悪魔パラダイス                               | 2009年12月25日 | ミルキーズピクチャーズ                 | ミルキーズピクチャーズ             | ミルキーズピクチャーズ   |
| 彼女×彼女×彼女 〜三姉妹とのドキドキ共同生活〜 第二話 都会はトイレ、保健室、メイドパラダイス                                   | 2010年6月18日  | ミルキーズピクチャーズ                 | ミルキーズピクチャーズ             | ミルキーズピクチャーズ   |
| 彼女×彼女×彼女 〜三姉妹とのドキドキ共同生活〜 第三話 〜都会はお祭りとお風呂とハーレムパラダイス〜                             | 2011年5月12日  | ミルキーズピクチャーズ                 | ミルキーズピクチャーズ             | ミルキーズピクチャーズ   |
| 彼女が見舞いに来ない理由 理由1「恋人の目の前で…」                                                                             | 2010年11月19日 | 「彼女が見舞いに来ない理由」製作委員会 | こっとんど〜る                     |                          |
| 彼女が見舞いに来ない理由 理由2「終わらない饗乱」                                                                              | 2011年7月22日  | 「彼女が見舞いに来ない理由」製作委員会 | こっとんど〜る                     |                          |
| 彼女が見舞いに来ない理由 理由3「擦り切れゆく想い」                                                                            | 2013年6月21日  | 「彼女が見舞いに来ない理由」製作委員会 | こっとんど〜る                     |                          |
| 彼女がヤツに抱かれたヒ 〜新妻のハジメテ……♥〜                                                                                  | 2020年8月28日  | nür                                    | nür                                | エイ・ワン・シー         |
| 彼女がヤツに抱かれたヒ 〜新妻のトキメキ……♥〜                                                                                  | 2020年12月25日 | nür                                    | nür                                | エイ・ワン・シー         |
| 彼女は誰とでもセックスする。 #1 中出し優等生 櫻井恵梨香                                                                       | 2015年2月20日  | ばにぃうぉ〜か〜、ルネピクチャーズ     | ばにぃうぉ〜か〜、ルネピクチャーズ |                          |
| 彼女は誰とでもセックスする。 #2 櫻井恵梨香は恋をしない                                                                        | 2015年3月20日  | ばにぃうぉ〜か〜、ルネピクチャーズ     | ばにぃうぉ〜か〜、ルネピクチャーズ |                          |
| カフェジャンキー 1st.「Cafe Macchiato」                                                                                       | 2008年10月31日 | 鈴木みら乃                             | 鈴木みら乃                         | エイ・ワン・シー         |
| カフェジャンキー 2nd.「Caffe Latte」                                                                                          | 2009年5月29日  | 鈴木みら乃                             | 鈴木みら乃                         | エイ・ワン・シー         |
| 花粉少女注意報! 〜THE ANIMATION〜 ATTACK NO.1「みんなでエッチになっちゃえ☆やっちゃえ♪」                                       | 2008年3月28日  | ピンクパイナップル                     | ピンクパイナップル                 | ピンクパイナップル       |
| 花粉少女注意報! 〜THE ANIMATION〜 ATTACK NO.2「ヌルヌルでドロドロが止まらないっ♪」                                            | 2008年6月27日  | ピンクパイナップル                     | ピンクパイナップル                 | ピンクパイナップル       |
| 花粉少女注意報! 〜THE ANIMATION〜 ATTACK NO.3「女のコ何人シテるかな?」                                                        | 2012年3月30日  | ピンクパイナップル                     | ピンクパイナップル                 | ピンクパイナップル       |
| 花粉少女注意報! 〜THE ANIMATION〜 ATTACK NO.4「ドキドキ花粉少女ランド」                                                       | 2012年6月29日  | ピンクパイナップル                     | ピンクパイナップル                 | ピンクパイナップル       |
| KAMYLA（カミイラ） | 2001年10月18日 | ファイブウェイズ                       | ファイブウェイズ                   | ファイブウェイズ         |
| KAMYLA2（カミイラ2） | 2002年5月18日  | ファイブウェイズ                       | ファイブウェイズ                   | ファイブウェイズ         |
| KAMYLA3（カミイラ3） | 2002年9月18日  | ファイブウェイズ                       | ファイブウェイズ                   | ファイブウェイズ         |
| 神待ちサナちゃん THE ANIMATION                                                                                                | 2019年2月22日  | ピンクパイナップル                     | ピンクパイナップル                 | ピンクパイナップル       |
| カラカラ様のひみつ 天からきた女神                                                                                             | 2001年11月25日 |                                        | あかとんぼ                         |                          |
| 身体で解決♡百鬼屋探偵事務所 百鬼屋光の妖怪事件簿 第一話 処女捨山伝説怪奇譚                                                    | 2021年5月28日  | 妄想専科                               | 妄想専科                           | エイ・ワン・シー         |
| 身体で解決♡百鬼屋探偵事務所 百鬼屋光の妖怪事件簿 第二話 湯けむり慕情異聞録                                                    | 2021年6月25日  | 妄想専科                               | 妄想専科                           | エイ・ワン・シー         |
| 身体で解決♡百鬼屋探偵事務所 百鬼屋光の妖怪事件簿 第三話 分福茶釜殺人事件                                                      | 2021年9月24日  | 妄想専科                               | 妄想専科                           | エイ・ワン・シー         |
| 身体で解決♡百鬼屋探偵事務所 百鬼屋光の妖怪事件簿 第四話 妖怪大戦争復讐劇                                                      | 2021年11月26日 | 妄想専科                               | 妄想専科                           | エイ・ワン・シー         |
| 殻ノ少女 第1話 | 2010年1月25日  | ミルキーズピクチャーズ                 | ミルキーズピクチャーズ             | ミルキーズピクチャーズ   |
| 殻ノ少女 第2話 | 2010年10月15日 | ミルキーズピクチャーズ                 | ミルキーズピクチャーズ             | ミルキーズピクチャーズ   |
| 殻の中の小鳥 クレア編 | 1998年9月24日  | ゲオ販売                               | ゲオ販売                           | ゲオ販売                 |
| 殻の中の小鳥 〜ユウキ レン〜                                                                                                  | 1999年2月24日  | ゲオ販売                               | ディスカバリー                     | ゲオ販売                 |
| 殻の中の小鳥 〜アイシャ・ファーファリス〜                                                                                     | 1999年6月26日  | セブンエイト                           | ディスカバリー                     | セブンエイト             |
| 殻の中の小鳥 〜リース・ウェン・ネフタ〜                                                                                       | 1999年9月25日  | セブンエイト                           | ディスカバリー                     | セブンエイト             |
| 殻の中の小鳥 〜最終章〜 | 2000年3月29日  | セブンエイト                           | ディスカバリー                     | セブンエイト             |
| カルタグラ ツキ狂イノ病 第一夜                                                                                                | 2009年4月25日  | ミルキーズピクチャーズ                 | ミルキーズピクチャーズ             | ミルキーズピクチャーズ   |
| カルタグラ ツキ狂イノ病 第二夜                                                                                                | 2009年6月25日  | ミルキーズピクチャーズ                 | ミルキーズピクチャーズ             | ミルキーズピクチャーズ   |
| karen（カレン） | 2002年2月18日  | ファイブウェイズ                       | ファイブウェイズ                   | ファイブウェイズ         |
| 河原崎家の一族 THE ANIMATION 前篇                                                                                             | 1996年11月29日 | ピンクパイナップル                     | ピンクパイナップル                 | ピンクパイナップル       |
| 河原崎家の一族 THE ANIMATION 後篇                                                                                             | 1997年4月25日  | ピンクパイナップル                     | ピンクパイナップル                 | ピンクパイナップル       |
| 河原崎家の一族2 THE ANIMATION 惨の一 生贄たちの戯れ                                                                           | 2004年1月23日  | ピンクパイナップル                     | ピンクパイナップル                 | ピンクパイナップル       |
| 河原崎家の一族2 THE ANIMATION 惨の二 死への誘い                                                                               | 2004年3月26日  | ピンクパイナップル                     | ピンクパイナップル                 | ピンクパイナップル       |
| 河原崎家の一族2 THE ANIMATION 惨の三 淫虐の迷宮                                                                               | 2004年7月23日  | ピンクパイナップル                     | ピンクパイナップル                 | ピンクパイナップル       |
| 河原崎家の一族2 THE ANIMATION 惨の四 陰惨なる螺旋                                                                             | 2004年8月27日  | ピンクパイナップル                     | ピンクパイナップル                 | ピンクパイナップル       |
| 姦獄 〜淫辱の実験棟〜 LEVEL-1                                                                                                 | 2006年3月25日  | Milky                                  | Milky                              | GPミュージアムソフト     |
| 姦獄 完結編 〜淫辱の実験棟〜 LEVEL-2                                                                                          | 2006年11月25日 | Milky                                  | Milky                              | GPミュージアムソフト     |
| 監獄戦艦 VOL.01 洗脳の序曲 | 2009年5月29日  | PIXY                                   |                                    |                          |
| 監獄戦艦 VOL.02 洗脳改造 | 2009年12月25日 | PIXY                                   |                                    |                          |
| 監獄戦艦 VOL.03 破壊完了 | 2010年5月22日  | PIXY                                   |                                    |                          |
| 監獄戦艦 VOL.04 地獄END | 2010年12月30日 | PIXY                                   |                                    |                          |
| 感染 淫欲の連鎖 〜山岸優編〜                                                                                                  | 2009年10月30日 | 鈴木みら乃                             | 鈴木みら乃                         | エイ・ワン・シー         |
| 感染 淫欲の連鎖 〜佐伯瞳編〜                                                                                                  | 2009年12月25日 | 鈴木みら乃                             | 鈴木みら乃                         | エイ・ワン・シー         |
| 姦染2 -淫罪都市- 〜速水ありす編〜                                                                                             | 2010年2月26日  | 鈴木みら乃                             | 鈴木みら乃                         | エイ・ワン・シー         |
| 姦染2 -淫罪都市- 〜長崎千尋編〜                                                                                               | 2010年6月25日  | 鈴木みら乃                             | 鈴木みら乃                         | エイ・ワン・シー         |
| 姦染3 -首都崩壊- 〜神凪悠帆編〜                                                                                               | 2010年9月24日  | 鈴木みら乃                             | 鈴木みら乃                         | エイ・ワン・シー         |
| 姦染3 -首都崩壊- 〜マルガリータ・B・穂村編〜                                                                                  | 2010年12月24日 | 鈴木みら乃                             | 鈴木みら乃                         | エイ・ワン・シー         |
| 姦染5 -The Daybreak- 上巻「レイプハーレム」                                                                                   | 2012年10月26日 | メリー・ジェーン                       | メリー・ジェーン                   | メリー・ジェーン         |
| 姦染5 -The Daybreak- 下巻「レイプパーティー」                                                                                 | 2012年12月21日 | メリー・ジェーン                       | メリー・ジェーン                   | メリー・ジェーン         |
| 姦染 Ball Buster The Animation                                                                                                | 2013年11月1日  | 「姦染BB」製作委員会                   | 「姦染BB」製作委員会               | ミルキーズピクチャーズ   |
| 姦染5 -The Daybreak- 下巻 ルートA 絶望と悪夢の世界で                                                                          | 2018年4月13日  | メリー・ジェーン                       | メリー・ジェーン                   | メリー・ジェーン         |
| 感染ソドム | 2018年10月26日 | 妄想実現めでぃあ                       |                                    | 妄想実現めでぃあ         |
| 完全無修正 それぞれの放課後                                                                                                   | 2002年11月18日 | ファイブウェイズ                       | ファイブウェイズ                   | ファイブウェイズ         |
| カンブリアン 1st stage 淫獣の感染                                                                                             | 2005年11月25日 | Milky                                  | Milky                              | GPミュージアムソフト     |
| カンブリアン last stage 増殖する淫獣                                                                                          | 2006年5月25日  | Milky                                  | Milky                              | GPミュージアムソフト     |
| 完璧お嬢様の私が土下座でマゾ堕ちするちょろインなワケないですわ! 〜美少女M令嬢・イリナ〜ちょろイン土下座しゃぶり♥〜            | 2019年1月25日  | PoRO                                   | PoRO                               | エイ・ワン・シー         |
| 完璧お嬢様の私が土下座でマゾ堕ちするちょろインなワケないですわ! 〜ご奉仕M令嬢・イリナ〜お仕置き晒す露出責め♥〜                | 2019年3月29日  | PoRO                                   | PoRO                               | エイ・ワン・シー         |
| 完璧お嬢様の私が土下座でマゾ堕ちするちょろインなワケないですわ! 緊縛執事・セレスティン〜恥じらい鞭打つ自戒の吊し♥〜           | 2020年3月27日  | PoRO                                   | PoRO                               | エイ・ワン・シー         |
| 完璧お嬢様の私が土下座でマゾ堕ちするちょろインなワケないですわ! 緊縛ドＭお嬢様・イリナ〜ボテ腹恥じらう牝隷奴♥〜               | 2020年5月29日  | PoRO                                   | PoRO                               | エイ・ワン・シー         |

## き
| 作品名 | 年月日         | 製作                                 | 発売元                               | 販売元                   |
| --- | -------------- | ------------------------------------ | ------------------------------------ | ------------------------ |
| 着ぐるみ戦隊キルティアン 第1話「着脱!キルティアン!?」                                                                         | 1996年7月26日  | ピンクパイナップル                   | ピンクパイナップル                   | ピンクパイナップル       |
| 着ぐるみ戦隊キルティアン 第2話「発進!メタルパピィ!!」                                                                         | 1996年12月24日 | ピンクパイナップル                   | ピンクパイナップル                   | ピンクパイナップル       |
| 鬼作 THE ANIMATION 第一発「ファザコン娘はパパの前でおいこめ!」                                                                | 2002年1月25日  | ピンクパイナップル                   | ピンクパイナップル                   | ピンクパイナップル       |
| 鬼作 THE ANIMATION 第二発「美人ナースはお見合いで追い込め!」                                                                  | 2002年3月22日  | ピンクパイナップル                   | ピンクパイナップル                   | ピンクパイナップル       |
| 鬼作 THE ANIMATION 第三発「美人受付嬢は海水浴で追い込め!」                                                                    | 2002年6月28日  | ピンクパイナップル                   | ピンクパイナップル                   | ピンクパイナップル       |
| 鬼作 THE ANIMATION 第四発「美人秘書は接待で追いこめ!」                                                                        | 2002年9月27日  | ピンクパイナップル                   | ピンクパイナップル                   | ピンクパイナップル       |
| 鬼作 THE ANIMATION 第五発「社長令嬢は誕生ぱ〜てぃで追いこめ! 前編」                                                           | 2002年12月20日 | ピンクパイナップル                   | ピンクパイナップル                   | ピンクパイナップル       |
| 鬼作 THE ANIMATION 第六発「社長令嬢は誕生ぱ〜てぃで追いこめ! 後編」                                                           | 2003年3月28日  | ピンクパイナップル                   | ピンクパイナップル                   | ピンクパイナップル       |
| 鬼作 魂 復帰第一発「伊頭家の食卓」                                                                                            | 2004年5月28日  | ピンクパイナップル                   | ピンクパイナップル                   | ピンクパイナップル       |
| 鬼作 魂 復帰第二発「渡る世間は鬼畜ばかり」                                                                                    | 2004年8月27日  | ピンクパイナップル                   | ピンクパイナップル                   | ピンクパイナップル       |
| 鬼作 魂 復帰第三発「はぐれ鬼畜純情派」                                                                                        | 2005年7月22日  | ピンクパイナップル                   | ピンクパイナップル                   | ピンクパイナップル       |
| 鬼作 令和版 | 2022年8月26日  | ピンクパイナップル                   | ピンクパイナップル                   | ピンクパイナップル       |
| 義姉はヤンママ授乳中 第一話 義姉と母乳と浮気セックス                                                                          | 2020年6月5日   | ばにぃうぉ〜か〜                     | ばにぃうぉ〜か〜                     |                          |
| 義姉はヤンママ授乳中 第二話 水着と浴衣と混浴温泉                                                                              | 2020年7月3日   | ばにぃうぉ〜か〜                     | ばにぃうぉ〜か〜                     |                          |
| 奇術師×魔術師 王坂学園探偵部の事件簿 淫夜に笑う影ひとつ                                                                       | 2002年4月26日  | ピンクパイナップル                   | ピンクパイナップル                   | ピンクパイナップル       |
| 姫辱-きじょく- プリンセスダブル狩り 第一章 姫君!!凌辱                                                                         | 2004年8月27日  | ANIMAC                               |                                      |                          |
| 姫辱-きじょく- プリンセスダブル狩り 第二章 姫君!!調教                                                                         | 2004年10月29日 | ANIMAC                               |                                      |                          |
| 姫辱-きじょく- プリンセスダブル狩り 第三章 姫君!!姦落                                                                         | 2004年12月24日 | ANIMAC                               |                                      |                          |
| キスハグ 1 | 2019年12月27日 | Queen Bee                            | メディアバンク                       | メディアバンク           |
| キスハグ 2 | 2020年2月28日  | Queen Bee                            | メディアバンク                       | メディアバンク           |
| KISSより… 第1章 -SUMMER- | 1999年6月25日  | デジタルワークス                     | バニラ                               | ジェイ・ブイ・ディー     |
| KISSより… 第2章 -AUTUMN- | 1999年8月27日  | デジタルワークス                     | バニラ                               | ジェイ・ブイ・ディー     |
| KISSより… 第3章 -WINTER- | 1999年11月5日  | デジタルワークス                     | バニラ                               | ジェイ・ブイ・ディー     |
| 擬態催眠 前編 | 2011年1月14日  | デジタルワークス                     | バニラ                               | ジェイ・ブイ・ディー     |
| 擬態催眠 後編 | 2011年4月8日   | デジタルワークス                     | バニラ                               | ジェイ・ブイ・ディー     |
| 鬼畜 〜母姉妹調教日記〜 第一話 二階堂奈央                                                                                     | 2013年11月22日 | ちちのや                             |                                      |                          |
| 鬼畜 〜母姉妹調教日記〜 第二話 二階堂愛美                                                                                     | 2014年2月7日   | ちちのや                             |                                      |                          |
| 鬼畜 〜母姉妹調教日記〜 第三話 二階堂瞳                                                                                       | 2014年12月5日  | ちちのや                             |                                      |                          |
| きつね娘のエッチなお宿 第一話 恩返しで新米女将!? お宿を守るエッチなサービス♡                                                  | 2022年8月26日  | Collaboration Works                  | Collaboration Works                  | エイ・ワン・シー         |
| きつね娘のエッチなお宿 第二話 団体様もいらっしゃい! 女将のアソコは満員御礼♡                                                   | 2022年10月28日 | Collaboration Works                  | Collaboration Works                  | エイ・ワン・シー         |
| 気に入った膣にいきなり中出しOKなリゾート島 part1                                                                              | 2017年9月20日  | せるふぃっしゅ                       |                                      |                          |
| 気に入った膣にいきなり中出しOKなリゾート島 part2                                                                              | 2017年10月13日 | せるふぃっしゅ                       |                                      |                          |
| キニナル キモチ Vol.1「妄想エレベーター」                                                                                     | 2004年4月29日  | officeAO                             | officeAO                             | officeAO                 |
| キニナル キモチ Vol.2「箱詰め奥さん」                                                                                         | 2004年7月23日  | officeAO                             | officeAO                             | officeAO                 |
| キニナル キモチ Vol.3「痴漢ブラ」                                                                                             | 2004年12月22日 | officeAO                             | officeAO                             | officeAO                 |
| キニナル キモチ Vol.4「夕暮れ給湯室」                                                                                         | 2006年8月11日  | officeAO                             | officeAO                             | officeAO                 |
| 気になるルームメイト room.1                                                                                                   | 2005年9月25日  | Milky                                | Milky                                | GPミュージアムソフト     |
| 気になるルームメイト room.2                                                                                                   | 2006年2月25日  | Milky                                | Milky                                | GPミュージアムソフト     |
| 気分2（きぶんきぶん） いっぽんめ                                                                                              | 2003年2月25日  | ミュージアムピクチャーズ             | ミュージアムピクチャーズ             | GPミュージアム           |
| 気分2（きぶんきぶん） にほんめ                                                                                                | 2003年5月25日  | ミュージアムピクチャーズ             | ミュージアムピクチャーズ             | GPミュージアム           |
| 義母 前編 | 2001年10月5日  | デジタルワークス                     | バニラ                               | ジェイ・ブイ・ディー     |
| 義母 後編 | 2002年1月11日  | デジタルワークス                     | バニラ                               | ジェイ・ブイ・ディー     |
| 義母の吐息 〜背徳心に漂う母の色香〜 第1話                                                                                     | 2006年5月25日  | Milky                                | Milky                                | GPミュージアムソフト     |
| 義母の吐息 〜背徳心に漂う母の色香〜 第2話                                                                                     | 2006年10月25日 | Milky                                | Milky                                | GPミュージアムソフト     |
| 犠母妹 壱 〜背徳の萌蕾〜 | 2002年10月25日 | ディスカバリー                       | ディスカバリー                       | セブンエイト             |
| 犠母妹 弐 〜背徳の饗艶〜 | 2003年3月28日  | ディスカバリー                       | ディスカバリー                       | セブンエイト             |
| 君想ふ恋 第1話 志は高く高く                                                                                                   | 2018年12月21日 | メリー・ジェーン                     | メリー・ジェーン                     | メリー・ジェーン         |
| 君想ふ恋 第2話 ピッタリしたい恋じゃない                                                                                       | 2019年4月5日   | メリー・ジェーン                     | メリー・ジェーン                     | メリー・ジェーン         |
| 「君が好き。」 THE ANIMATION 第1巻                                                                                            | 2021年1月29日  | ピンクパイナップル                   | ピンクパイナップル                   | ピンクパイナップル       |
| 「君が好き。」 THE ANIMATION 第2巻                                                                                            | 2021年3月26日  | ピンクパイナップル                   | ピンクパイナップル                   | ピンクパイナップル       |
| キミの名を呼べば 上巻 | 2008年11月28日 | 鈴木みら乃                           | 鈴木みら乃                           | エイ・ワン・シー         |
| キミの名を呼べば 下巻 | 2009年2月27日  | 鈴木みら乃                           | 鈴木みら乃                           | エイ・ワン・シー         |
| 君の魔名はリナ・ウィッチ アイドルのファミリア                                                                                 | 2016年11月25日 | ZIZ                                  |                                      |                          |
| きみはぐ Vol.1 | 2009年5月25日  | 「きみはぐ」アニメ製作委員会         | 「きみはぐ」アニメ製作委員会         | ミルキーズピクチャーズ   |
| きみはぐ Vol.2 | 2009年8月25日  | 「きみはぐ」アニメ製作委員会         | 「きみはぐ」アニメ製作委員会         | ミルキーズピクチャーズ   |
| キミはやさしく寝取られる The Animation —第1巻—                                                                                | 2022年2月25日  | ピンクパイナップル                   | ピンクパイナップル                   | ピンクパイナップル       |
| キミはやさしく寝取られる The Animation —第2巻—                                                                                | 2022年9月30日  | ピンクパイナップル                   | ピンクパイナップル                   | ピンクパイナップル       |
| キメ恋! 高嶺の華と幼なじみがキマった理由 上巻 魔法の薬で恋の成就を                                                            | 2017年10月6日  | メリー・ジェーン                     | メリー・ジェーン                     | メリー・ジェーン         |
| キメ恋! 高嶺の華と幼なじみがキマった理由 下巻 正妻はどっち?                                                                   | 2017年12月22日 | メリー・ジェーン                     | メリー・ジェーン                     | メリー・ジェーン         |
| 逆転魔女裁判 痴女な魔女に裁かれちゃう THE ANIMATION                                                                           | 2015年8月28日  | ピンクパイナップル                   | ピンクパイナップル                   | ピンクパイナップル       |
| Castle Fantasia（キャッスルファンタジア） 聖魔大戦 第一章                                                                     | 2003年4月4日   | ミュージアムピクチャーズ             | ミュージアムピクチャーズ             | GPミュージアム           |
| Castle Fantasia（キャッスルファンタジア） 聖魔大戦 第二章                                                                     | 2003年7月25日  | ミュージアムピクチャーズ             | ミュージアムピクチャーズ             | GPミュージアム           |
| Castle Fantasia（キャッスルファンタジア） 聖魔大戦 第三章                                                                     | 2003年10月25日 | ミュージアムピクチャーズ             | ミュージアムピクチャーズ             | GPミュージアム           |
| きゃんきゃんバニーエクストラ Vol.1                                                                                            | 1996年1月19日  | ピンクパイナップル                   | ピンクパイナップル                   | ピンクパイナップル       |
| きゃんきゃんバニーエクストラ Vol.2                                                                                            | 1996年3月15日  | ピンクパイナップル                   | ピンクパイナップル                   | ピンクパイナップル       |
| きゃんきゃんバニーエクストラ Vol.3                                                                                            | 1996年5月17日  | ピンクパイナップル                   | ピンクパイナップル                   | ピンクパイナップル       |
| きゃんきゃんバニーエクストラ Vol.4                                                                                            | 1996年12月20日 | ピンクパイナップル                   | ピンクパイナップル                   | ピンクパイナップル       |
| きゃんきゃんバニーエクストラ Vol.5                                                                                            | 1997年2月21日  | ピンクパイナップル                   | ピンクパイナップル                   | ピンクパイナップル       |
| きゃんきゃんバニーエクストラ Vol.6                                                                                            | 1997年4月21日  | ピンクパイナップル                   | ピンクパイナップル                   | ピンクパイナップル       |
| キャンパス 前編 | 2000年11月10日 | デジタルワークス                     | バニラ                               | ジェイ・ブイ・ディー     |
| キャンパス 後編 | 2001年2月16日  | デジタルワークス                     | バニラ                               | ジェイ・ブイ・ディー     |
| 吸尻鬼 上巻 淫肛を渇望する一族≪ダークストーカーズ≫                                                                            | 2011年3月11日  | わるきゅ〜れ＋＋                     | オーディン                           | オーディン               |
| 吸尻鬼 下巻 肛悦に堕ちゆく吸穴姫≪アナルドランカー≫                                                                            | 2012年12月21日 | わるきゅ〜れ＋＋                     | オーディン                           | オーディン               |
| 教育指導 THE ANIMATION | 2010年11月19日 | ミルキーズピクチャーズ               | ミルキーズピクチャーズ               | ミルキーズピクチャーズ   |
| 脅迫 〜終わらない明日〜 THE ANIMATION STAGE1 結城綾                                                                           | 1999年12月17日 | ピンクパイナップル                   | ピンクパイナップル                   | ピンクパイナップル       |
| 脅迫 〜終わらない明日〜 THE ANIMATION STAGE2 弓子と未来                                                                       | 2000年3月24日  | ピンクパイナップル                   | ピンクパイナップル                   | ピンクパイナップル       |
| 脅迫 〜終わらない明日〜 THE ANIMATION STAGE3 LAST STAGE 秋山明日香                                                            | 2000年6月23日  | ピンクパイナップル                   | ピンクパイナップル                   | ピンクパイナップル       |
| 脅迫II 〜もうひとつの明日〜 THE ANIMATION 1st STAGE「明日香、ハネムーンレイプ」                                               | 2001年7月27日  | ピンクパイナップル                   | ピンクパイナップル                   | ピンクパイナップル       |
| 脅迫II 〜もうひとつの明日〜 THE ANIMATION 2nd STAGE「ソドムクイーン、明日香」                                                 | 2001年10月26日 | ピンクパイナップル                   | ピンクパイナップル                   | ピンクパイナップル       |
| 脅迫II 〜もうひとつの明日〜 THE ANIMATION 3rd STAGE「チェーンブライド、明日香」                                               | 2002年2月22日  | ピンクパイナップル                   | ピンクパイナップル                   | ピンクパイナップル       |
| 巨乳エルフ母娘催眠 「はい……人間様のオチ○ポを母娘でしゃぶらせていただきます……」 第一話 エルフの国を蹂躙する男 汚された女王と姫 | 2022年1月1日   | ばにぃうぉ〜か〜                     | ばにぃうぉ〜か〜                     |                          |
| 巨乳エルフ母娘催眠 「はい……人間様のオチ○ポを母娘でしゃぶらせていただきます……」 第二話 女王と姫の快楽調教 守護騎士は恥辱に沈む | 2022年1月1日   | ばにぃうぉ〜か〜                     | ばにぃうぉ〜か〜                     |                          |
| 巨乳女戦士・土下座催眠 「ちくしょうっ……アタシはお前の思い通りになんか、ならないからな……!」 第一話                             | 2022年6月3日   | ばにぃうぉ〜か〜                     | ばにぃうぉ〜か〜                     |                          |
| 巨乳女戦士・土下座催眠 「ちくしょうっ……アタシはお前の思い通りになんか、ならないからな……!」 第二話                             | 2022年6月3日   | ばにぃうぉ〜か〜                     | ばにぃうぉ〜か〜                     |                          |
| 巨乳家族催眠「家族なんだから、セックスするのは当たりまえよね……」 #1 家族の絆                                                  | 2014年4月18日  | じゅうしぃまんご〜、ルネピクチャーズ | じゅうしぃまんご〜、ルネピクチャーズ |                          |
| 巨乳J○がオジさんチ○ポとじゅぽじゅぽいやらしいセックスしてます。 #1 どうやって誘惑、シちゃおっかなぁ♡                          | 2018年10月5日  | ばにぃうぉ〜か〜                     | ばにぃうぉ〜か〜                     |                          |
| 巨乳J○がオジさんチ○ポとじゅぽじゅぽいやらしいセックスしてます。 #2 オジさんチ○ポ、みんなでシェア♡                             | 2018年11月2日  | ばにぃうぉ〜か〜                     | ばにぃうぉ〜か〜                     |                          |
| 巨乳大家族催眠「家族みんなでイキまくるセックスがやめられないのぉ」 #1「巨乳ぞろいの隣人妻」                                   | 2017年12月1日  | ばにぃうぉ〜か〜                     | ばにぃうぉ〜か〜                     |                          |
| 巨乳大家族催眠「家族みんなでイキまくるセックスがやめられないのぉ」 #2「町中全ての女を手に入れろ!」                            | 2018年1月26日  | ばにぃうぉ〜か〜                     | ばにぃうぉ〜か〜                     |                          |
| 巨乳ドスケベ学園 処女たちの止まらない腰使い 上巻 乙女クラブの秘密                                                             | 2018年10月5日  | メリー・ジェーン                     | メリー・ジェーン                     | メリー・ジェーン         |
| 巨乳ドスケベ学園 処女たちの止まらない腰使い 下巻 目指せ!ハーレムルート                                                        | 2018年12月7日  | メリー・ジェーン                     | メリー・ジェーン                     | メリー・ジェーン         |
| 巨乳トライ! -短期集中乳揉みレッスン- #1 レッスンスタート                                                                      | 2014年9月19日  | じゅうしぃまんご〜、ルネピクチャーズ | じゅうしぃまんご〜、ルネピクチャーズ |                          |
| 巨乳人妻女教師催眠 携帯アプリでセックス中毒 #1 響子と美和                                                                     | 2016年1月22日  | ばにぃうぉ〜か〜、ルネピクチャーズ   | ばにぃうぉ〜か〜、ルネピクチャーズ   |                          |
| 巨乳人妻女教師催眠 携帯アプリでセックス中毒 #2 奈緒子とゆい                                                                   | 2016年2月19日  | ばにぃうぉ〜か〜、ルネピクチャーズ   | ばにぃうぉ〜か〜、ルネピクチャーズ   |                          |
| 巨乳ファンタジー シャムシェル×ロクサーヌ 爆乳のススメ編                                                                       | 2012年5月25日  | 魔人                                 | 魔人                                 | エイ・ワン・シー         |
| 巨乳ファンタジー アイシス×グラディス 爆乳宣言! 編                                                                             | 2012年7月27日  | 魔人                                 | 魔人                                 | エイ・ワン・シー         |
| 巨乳プリンセス催眠 第1話 Revenge 〜復讐に立つ亡国の王子〜                                                                     | 2020年4月3日   | ばにぃうぉ〜か〜                     | ばにぃうぉ〜か〜                     |                          |
| 巨乳プリンセス催眠 第2話 Dominance 〜支配される王家の女たち〜                                                                 | 2020年5月29日  | ばにぃうぉ〜か〜                     | ばにぃうぉ〜か〜                     |                          |
| 巨乳令嬢MC学園 #1 支配の序章                                                                                                  | 2017年2月24日  | ばにぃうぉ〜か〜                     | ばにぃうぉ〜か〜                     |                          |
| 巨乳令嬢MC学園 #2 女帝の陥落                                                                                                  | 2017年3月31日  | ばにぃうぉ〜か〜                     | ばにぃうぉ〜か〜                     |                          |
| 煌きの姉弟妹 〜SEX CRIME〜 | 2000年3月25日  | 晋遊舎                               | 晋遊舎                               | ビームエンタテインメント |
| 霧谷伯爵家の六姉妹 第1話「霧の華族」                                                                                          | 2011年12月22日 | ピンクパイナップル                   | ピンクパイナップル                   | ピンクパイナップル       |
| 霧谷伯爵家の六姉妹 第2話「闇の家族」                                                                                          | 2012年3月30日  | ピンクパイナップル                   | ピンクパイナップル                   | ピンクパイナップル       |
| 銀河帝国の滅亡・外伝 蒼き狼たちの伝説X VOL.1 7番目の男                                                                        | 1996年12月18日 | フェニックスエンタテインメント       | フェニックスエンタテインメント       | ビームエンタテインメント |
| 禁断の病棟 特殊精神科医 遊佐惣介の診察記録 THE ANIMATION Desire.1「全ての肉欲を解き放て」                                     | 2012年9月28日  | ピンクパイナップル                   | ピンクパイナップル                   | ピンクパイナップル       |
| 禁断の病棟 特殊精神科医 遊佐惣介の診察記録 THE ANIMATION Desire.2「淫らな診療室へようこそ」                                   | 2012年12月21日 | ピンクパイナップル                   | ピンクパイナップル                   | ピンクパイナップル       |
| 緊縛の館 〜略奪〜 前編 | 2000年2月4日   | デジタルワークス                     | バニラ                               | ジェイ・ブイ・ディー     |
| 緊縛の館 〜略奪〜 後編 | 2000年5月5日   | デジタルワークス                     | バニラ                               | ジェイ・ブイ・ディー     |
| 近未来SFエロティックアクション 人形使い                                                                                       | 1996年5月21日  | センテスタジオ                       | センテスタジオ                       | センテスタジオ           |

## く
| 作品名                                                                                               | 年月日         | 製作                               | 発売元             | 販売元                 |
| --- | -------------- | ---------------------------------- | ------------------ | ---------------------- |
| クール・ディバイシス・シリーズ OPERATION-1 奇妙な果実                                                | 1995年4月25日  | ハニーディップ                     | リイド社           | TDKコア                |
| クール・ディバイシス・シリーズ OPERATION-2 聖少女                                                    | 1995年10月21日 | ハニーディップ                     | リイド社           | TDKコア                |
| クール・ディバイシス・シリーズ OPERATION-3 愛玩少女                                                  | 1996年2月21日  | ハニーディップ                     | リイド社           | TDKコア                |
| クール・ディバイシス・シリーズ OPERATION-4 綺麗                                                      | 1996年3月21日  |                                    | リイド社           | TDKコア                |
| クール・ディバイシス・シリーズ OPERATION-5 SEEK VOL.1 牝奴隷・大倉真梨乃                             | 1996年7月21日  | ハニーディップ                     | リイド社           | TDKコア                |
| クール・ディバイシス・シリーズ OPERATION-6 SEEK VOL.2 女王・沙貴                                     | 1996年9月21日  | ハニーディップ                     | リイド社           | TDKコア                |
| クール・ディバイシス・シリーズ OPERATION-7 YELLOW STAR                                               | 1996年11月30日 | ハニーディップ                     | リイド社           | TDKコア                |
| クール・ディバイシス・シリーズ OPERATION-8 奴隷戦士マヤ VOL.1                                        | 1996年12月18日 |                                    | リイド社           | TDKコア                |
| クール・ディバイシス・シリーズ OPERATION-9 奴隷戦士マヤ VOL.2                                        | 1997年1月30日  |                                    | リイド社           | TDKコア                |
| クール・ディバイシス・シリーズ OPERATION-10 拘束                                                     | 1997年2月21日  |                                    | TDKコア            | TDKコア                |
| クール・ディバイシス・シリーズ OPERATION-11 アイドル堕天使 理奈                                      | 1997年3月2日   |                                    | リイド社           | TDKコア                |
| 傀儡哀（くぐつあい） 〜瞳裸外伝〜                                                                    | 2001年7月18日  | ファイブウェイズ                   | ファイブウェイズ   | ファイブウェイズ       |
| 屈辱 #1                                                                                              | 2019年11月1日  | ばにぃうぉ〜か〜                   | ばにぃうぉ〜か〜   |                        |
| 屈辱 #2                                                                                              | 2019年12月6日  | ばにぃうぉ〜か〜                   | ばにぃうぉ〜か〜   |                        |
| 屈辱2 The Animation 上巻                                                                             | 2020年6月26日  | ショーテン                         |                    |                        |
| 屈辱2 The Animation 下巻                                                                             | 2020年8月28日  | ショーテン                         |                    |                        |
| 屈折 第1話 如何にして僕はその第一歩を踏み出したのか?                                                 | 2002年2月22日  | ピンクパイナップル                 | ピンクパイナップル | ピンクパイナップル     |
| 屈折 第2話 何故僕は人形遊戯を楽しいと知ったのか?                                                     | 2002年5月24日  | ピンクパイナップル                 | ピンクパイナップル | ピンクパイナップル     |
| 屈折 第3話 そして僕は途方にくれた……                                                                  | 2002年7月26日  | ピンクパイナップル                 | ピンクパイナップル | ピンクパイナップル     |
| くのいち咲夜 第一巻「くのいち捕縛」                                                                  | 2011年2月25日  | 「くのいち・咲夜」制作委員会       | ガールズトーク     | ルネピクチャーズ       |
| くノ一 幕末奇譚 〜巻の壱〜                                                                           | 2003年12月25日 | 「くノ一幕末奇譚」アニメ製作委員会 |                    | GPミュージアムソフト   |
| くノ一 幕末奇譚 〜巻の弐〜                                                                           | 2004年5月25日  | 「くノ一幕末奇譚」アニメ製作委員会 |                    | GPミュージアムソフト   |
| くの一牡丹 その一                                                                                    | 2018年8月27日  | せるふぃっしゅ                     |                    |                        |
| くの一牡丹 その二                                                                                    | 2018年8月31日  | せるふぃっしゅ                     |                    |                        |
| 喰ヒ人 ツンデレストッキング・琴音 〜乱れ尻ハメ乗り2穴〜                                              | 2014年6月27日  | PoRO                               | PoRO               | エイ・ワン・シー       |
| クライミライ scene1 淫慘なる過去                                                                     | 2006年1月25日  | Milky                              | Milky              | GPミュージアムソフト   |
| クライミライ scene2 生け贅たちの…現在                                                                | 2006年9月25日  | Milky                              | Milky              | GPミュージアムソフト   |
| Crying フリーマン                                                                                    | 1988年11月25日 | 東映ビデオ                         | 東映               |                        |
| CLASSICAL SEX-ZONE 学園源氏物語 裸のゲンちゃん一発入魂                                               | 1988年3月31日  |                                    | コロニー           |                        |
| CLASSICAL SEX-ZONE 学園浮世絵物語 ウタコちゃんのマタグラ太鼓                                         | 1988年4月30日  |                                    | コロニー           |                        |
| CLASSICAL SEX-ZONE 学園平家物語 平先生の盛者必衰のオカマホリ                                         | 1988年6月30日  |                                    | コロニー           |                        |
| クラスメイトのお母さん 前編                                                                          | 2007年4月13日  | デジタルワークス                   | バニラ             | ジェイ・ブイ・ディー   |
| クラスメイトのお母さん 後編                                                                          | 2007年7月13日  | デジタルワークス                   | バニラ             | ジェイ・ブイ・ディー   |
| くりぃみぃパイ 1                                                                                     | 2015年10月16日 | Queen Bee                          | メディアバンク     | メディアバンク         |
| くりぃみぃパイ 2                                                                                     | 2015年12月11日 | Queen Bee                          | メディアバンク     | メディアバンク         |
| くりいむレモン パート1 媚・妹・Baby                                                                  | 1984年8月5日   | フェアリーダスト                   | フェアリーダスト   | ポニーキャニオン、JHV  |
| くりいむレモン パート2 エスカレーション 〜今夜はハードコア〜                                         | 1984年9月5日   | フェアリーダスト                   | フェアリーダスト   | ポニーキャニオン、JHV  |
| くりいむレモン パート3 SF・超次元伝説ラル                                                            | 1984年12月3日  | フェアリーダスト                   | フェアリーダスト   | ポニーキャニオン、JHV  |
| くりいむレモン パート4 POP♡CHASER                                                                    | 1985年3月13日  | フェアリーダスト                   | フェアリーダスト   | ポニーキャニオン、JHV  |
| くりいむレモン パート5 亜美・AGAIN                                                                   | 1985年4月10日  | フェアリーダスト                   | フェアリーダスト   | ポニーキャニオン、JHV  |
| くりいむレモン パート6 エスカレーション2 〜禁断のソナタ〜                                            | 1985年5月25日  | フェアリーダスト                   | フェアリーダスト   | ポニーキャニオン、JHV  |
| くりいむレモン パート7 いけないマコちゃん MAKO・セクシーシンフォニー前編                             | 1985年7月10日  | フェアリーダスト                   | フェアリーダスト   | ポニーキャニオン、JHV  |
| くりいむレモン パート8 スーパーバージン                                                              | 1985年9月10日  | フェアリーダスト                   | フェアリーダスト   | ポニーキャニオン、JHV  |
| くりいむレモン PART9 ハプニング・サマー                                                              | 1985年10月17日 | フェアリーダスト                   | フェアリーダスト   | ポニーキャニオン、JHV  |
| くりいむレモン PART10 STAR TRAP                                                                      | 1985年12月25日 | フェアリーダスト                   | フェアリーダスト   | ポニーキャニオン、JHV  |
| くりいむレモン PART11 黒猫館                                                                         | 1986年1月25日  | フェアリーダスト                   | フェアリーダスト   | ポニーキャニオン、JHV  |
| くりいむレモン PART12 いけないマコちゃん MAKO・セクシーシンフォニー後編                              | 1986年2月25日  | フェアリーダスト                   | フェアリーダスト   | ポニーキャニオン、JHV  |
| くりいむレモン PART13 亜美III                                                                        | 1986年5月25日  | フェアリーダスト                   | フェアリーダスト   | ポニーキャニオン、JHV  |
| くりいむレモン PART14 なりすスクランブル                                                             | 1986年8月10日  | フェアリーダスト                   | フェアリーダスト   | ポニーキャニオン、JHV  |
| くりいむレモン PART15 超次元伝説ラルII 〜ラモー・ルーの逆襲〜                                        | 1986年12月5日  | フェアリーダスト                   | フェアリーダスト   | ポニーキャニオン、JHV  |
| くりいむレモン PART16 エスカレーション3 〜天使たちのエピローグ〜                                     | 1987年2月21日  | フェアリーダスト                   | フェアリーダスト   | ポニーキャニオン、JHV  |
| くりいむレモン 第1回作品 森山塔ゲストスペシャル 5時間目のヴィーナス                                  | 1987年3月21日  | フェアリーダスト                   | フェアリーダスト   | ポニーキャニオン、JHV  |
| くりいむレモン ホワイト・シャドウ                                                                    | 1987年4月15日  | フェアリーダスト                   | フェアリーダスト   | ポニーキャニオン、JHV  |
| くりいむレモン 魔人形                                                                                | 1987年5月1日   | フェアリーダスト                   | フェアリーダスト   | ポニーキャニオン、JHV  |
| くりいむレモン e・tude 〜雪の鼓動〜                                                                  | 1987年6月10日  | フェアリーダスト                   | フェアリーダスト   | ポニーキャニオン、JHV  |
| くりいむレモンスペシャル DARK                                                                        | 1987年6月25日  | フェアリーダスト                   | フェアリーダスト   | JHV                    |
| くりいむレモン ゆめいろBUNNY                                                                         | 1987年7月10日  | フェアリーダスト                   | フェアリーダスト   | ポニーキャニオン、JHV  |
| くりいむレモン サマーウィンド 〜少女たちが運んだ夏〜                                                 | 1987年7月30日  | フェアリーダスト                   | フェアリーダスト   | ポニーキャニオン、JHV  |
| くりいむレモン 二人のハートブレイクライブ                                                            | 1987年12月16日 | フェアリーダスト                   | フェアリーダスト   | ポニーキャニオン、JHV  |
| くりいむレモン e・tudeII 〜早春コンチェルト〜                                                        | 1988年1月21日  | フェアリーダスト                   | フェアリーダスト   | ポニーキャニオン、JHV  |
| くりいむレモン 森山塔スペシャルII 放課後×××                                                          | 1988年3月21日  | フェアリーダスト                   | フェアリーダスト   | ポニーキャニオン、JHV  |
| くりいむレモン 亜美・それから 第1部 〜哀しみの中で〜                                                 | 1988年10月21日 | フェアリーダスト                   | フェアリーダスト   | ポニーキャニオン、JHV  |
| くりいむレモン 亜美・それから 第2部 〜忘れたいのに〜                                                 | 1989年2月3日   | フェアリーダスト                   | フェアリーダスト   | ポニーキャニオン、JHV  |
| くりいむレモン 亜美・それから 第3部 〜抱かれたいのに〜                                               | 1989年6年21日  | フェアリーダスト                   | フェアリーダスト   | ポニーキャニオン、JHV  |
| くりいむレモン 魔道都市アスタロト                                                                    | 1989年9月1日   | フェアリーダスト                   | フェアリーダスト   | ポニーキャニオン、JHV  |
| くりいむレモン 亜美・それから 第4部 完結編 〜微笑みの中で〜                                          | 1990年5月21日  | フェアリーダスト                   | フェアリーダスト   | ポニーキャニオン、JHV  |
| くりいむレモン 唯登詩樹ベストヒット ヨーロッパの印象［完全版］                                       | 1990年6月21日  | フェアリーダスト                   | フェアリーダスト   | ポニーキャニオン、JHV  |
| くりいむレモン 亜麻木硅ベストヒット チェリーなゆううつ［完全版］                                     | 1990年7月21日  | フェアリーダスト                   | フェアリーダスト   | ポニーキャニオン、JHV  |
| くりいむレモン 森山塔ベストヒット そうかもしんない［完全版］                                         | 1990年8月21日  | フェアリーダスト                   | フェアリーダスト   | ポニーキャニオン、JHV  |
| くりいむレモン 青い性 〜アンジェ&ローズ                                                              | 1992年7月17日  | フェアリーダスト                   | フェアリーダスト   | JHV                    |
| くりいむレモン 続 黒猫館                                                                             | 1993年3月19日  | フェアリーダスト                   | フェアリーダスト   | ポニーキャニオン       |
| グリーン・アイズ -姉キュン!より- THE ANIMATION                                                       | 2017年2月3日   | BOOTLEG                            | BOOTLEG            | ミルキーズピクチャーズ |
| グリーングリーン エロリューションズ                                                                  | 2004年5月28日  | スターリンク                       | スターリンク       | スターリンク           |
| クリムゾンガールズ 〜痴漢支配〜 第一章 HONEY屈服                                                     | 2012年5月25日  | スペルメーション                   | ワールドK          | ベルプランズ           |
| クリムゾンガールズ 〜痴漢支配〜 02 第二章 NOZOMI屈服 Chapter I                                       | 2015年7月24日  | スペルメーション                   | ワールドK          | ベルプランズ           |
| クリムゾンガールズ 〜痴漢支配〜 03 第二章 NOZOMI屈服 Chapter II                                      | 2015年9月20日  | スペルメーション                   | ワールドK          | ベルプランズ           |
| 狂った教頭 断罪の学園 〜誕生編〜                                                                     | 2009年12月25日 | 蛇ノ道ハ蛇ソフト                   | 蛇ノ道ハ蛇ソフト   | タキ・コーポレーション |
| CLEAVAGE（クレイヴィジ） Episode I「瑛里華」                                                         | 2006年2月24日  | WHITE BEAR                         | ディースリー       | メディアバンク         |
| CLEAVAGE（クレイヴィジ） Episode II「沙夜香」                                                        | 2006年6月23日  | WHITE BEAR                         | ディースリー       | メディアバンク         |
| クレオパトラ                                                                                         | 1970年9月15日  | 虫プロダクション                   | -                  | -                      |
| 紅蓮 第一幕 鬼                                                                                       | 2001年9月7日   | ディスカバリー                     | ディスカバリー     | セブンエイト           |
| 紅蓮 第二幕 闇                                                                                       | 2001年12月28日 | ディスカバリー                     | ディスカバリー     | セブンエイト           |
| 紅蓮 第三幕 炎                                                                                       | 2002年3月29日  | ディスカバリー                     | ディスカバリー     | セブンエイト           |
| 黒愛 一夜妻館・淫口乱乳録 ザードル奴隷処女 孕ませの宴 1                                              | 2005年4月29日  | グリーンバニー、真空間             | グリーンバニー     |                        |
| 黒愛 一夜妻館・淫口乱乳録 異常性欲人妻 射精地獄の宴 2                                                | 2005年6月24日  | グリーンバニー、真空間             | グリーンバニー     |                        |
| 黒獣 〜気高き聖女は白濁に染まる〜 オリガ×クロエ 黒の城、崩落編                                       | 2012年1月27日  | 魔人                               | 魔人               | エイ・ワン・シー       |
| 黒獣 〜気高き聖女は白濁に染まる〜 アリシア×プリム 奉仕国家抗い編                                     | 2012年6月29日  | 魔人                               | 魔人               | エイ・ワン・シー       |
| 黒獣 〜気高き聖女は白濁に染まる〜 〜カグヤ×ルー・ルー×マイア 柔肌に蠢く蟲、猛り狂う野獣達の夜 編〜   | 2013年11月29日 | 魔人                               | 魔人               | エイ・ワン・シー       |
| 黒獣 〜気高き聖女は白濁に染まる〜 〜クラウディア×セレスティン 義父との関係。女神が堕ちる朝には…編〜  | 2014年1月31日  | 魔人                               | 魔人               | エイ・ワン・シー       |
| 黒獣 〜気高き聖女は白濁に染まる〜 戦慄の乱交劇 高潔な姫騎士の白い柔肌に食い込むのは、怒張した切先 編 | 2018年8月10日  | 魔人                               | 魔人               | エイ・ワン・シー       |
| 黒獣 〜気高き聖女は白濁に染まる〜 驚愕の陰惨劇 清楚可憐な幼き姫が虜になったのは、黒光りした生殖器 編 | 2018年12月28日 | 魔人                               | 魔人               | エイ・ワン・シー       |
| 黒獣Ⅱ THE ANIMATION                                                                                  | 2021年8月27日  | ピンクパイナップル                 | ピンクパイナップル | ピンクパイナップル     |
| Grope 〜闇の中の小鳥たち〜 1st.「M〜エム〜」                                                         | 2007年12月21日 | 鈴木みら乃                         | 鈴木みら乃         | エイ・ワン・シー       |
| Grope 〜闇の中の小鳥たち〜 2nd.「S〜エス〜」                                                         | 2008年8月29日  | 鈴木みら乃                         | 鈴木みら乃         | エイ・ワン・シー       |
| 黒ギャルになったから親友としてみた。 プレミアム版                                                    | 2021年7月28日  | 彗星社                             |                    |                        |
| 黒と金の開かない鍵。 第一話「鳥籠の中、微睡む少女」                                                  | 2013年2月28日  | An DerCen                          | An DerCen          |                        |
| 黒と金の開かない鍵。 第二話「解き放たれた想い」                                                      | 2013年5月30日  | An DerCen                          | An DerCen          |                        |
| 黒の教室 生意気レオタード・まひる 〜勝気な尻穴に穿つ無碍の剛棒♥                                      | 2015年5月29日  | PoRO                               | PoRO               | エイ・ワン・シー       |
| 黒の教室 潮ミルクJK搾り〜馴染み蔑む授業散姦♥                                                         | 2016年7月29日  | PoRO                               | PoRO               | エイ・ワン・シー       |
| 黒の断章 Mystery of Necronomicom 第一章                                                              | 1999年10月29日 | セブンエイト                       | ディスカバリー     | セブンエイト           |
| 黒の断章 Mystery of Necronomicom 第二章                                                              | 2000年1月31日  | セブンエイト                       | ディスカバリー     | セブンエイト           |
| 黒の断章 Mystery of Necronomicom 第三章                                                              | 2000年6月26日  | セブンエイト                       | ディスカバリー     | セブンエイト           |
| 黒の断章 Mystery of Necronomicom 第四章                                                              | 2000年9月25日  | セブンエイト                       | ディスカバリー     | セブンエイト           |
| 黒姫 -桎梏の館- 前編                                                                                 | 2002年5月31日  | ディスカバリー                     | ディスカバリー     | セブンエイト           |
| 黒姫 -桎梏の館- 後編                                                                                 | 2003年3月28日  | ディスカバリー                     | ディスカバリー     | セブンエイト           |
| GLO・RI・A 〜禁断の血族〜 Vol.1 INVITATION                                                           | 1997年6月27日  | ピンクパイナップル                 | ピンクパイナップル | ピンクパイナップル     |
| GLO・RI・A 〜禁断の血族〜 Vol.2 JEALOUSY                                                             | 1997年8月29日  | ピンクパイナップル                 | ピンクパイナップル | ピンクパイナップル     |
| GLO・RI・A 〜禁断の血族〜 Vol.3 AWAKEN                                                               | 1997年10月24日 | ピンクパイナップル                 | ピンクパイナップル | ピンクパイナップル     |

## け
| 作品名                                                                               | 年月日         | 製作                     | 発売元                   | 販売元             |
| ------------------------------------------------------------------------------------ | -------------- | ------------------------ | ------------------------ | ------------------ |
| 警備員 第1話「密猟のデパート」                                                       | 2000年11月24日 | ピンクパイナップル       | ピンクパイナップル       | ピンクパイナップル |
| 警備員 第2話「淫欲の監視モニター」                                                   | 2001年2月23日  | ピンクパイナップル       | ピンクパイナップル       | ピンクパイナップル |
| 警備員 第3話「欲望の最終巡回」                                                       | 2001年3月23日  | ピンクパイナップル       | ピンクパイナップル       | ピンクパイナップル |
| ケダモノ（家族）たちの住む家で 大嫌いな最低家族と彼女との寝取られ同居生活 〜源蔵編〜 | 2015年4月24日  | GOLD BEAR                | メディアバンク           | メディアバンク     |
| ケダモノ（家族）たちの住む家で 大嫌いな最低家族と彼女との寝取られ同居生活 〜勝編〜   | 2015年11月20日 | GOLD BEAR                | メディアバンク           | メディアバンク     |
| 結界 カルテ1 心の性・臨床尋問                                                        | 2002年2月25日  | ミュージアムピクチャーズ | ミュージアムピクチャーズ | ミュージアム       |
| 月花美人 第一縛 雪の宴                                                               | 2002年4月26日  | ディスカバリー           | ディスカバリー           | セブンエイト       |
| 月花美人 第二縛 霧の宴                                                               | 2002年7月26日  | ディスカバリー           | ディスカバリー           | セブンエイト       |
| けらくの王（前編） 発情・陵辱・奴隷                                                  | 2002年6月18日  | ファイブウェイズ         | ファイブウェイズ         | ファイブウェイズ   |
| けらくの王（中編） 発情・陵辱・奴隷                                                  | 2002年10月18日 | ファイブウェイズ         | ファイブウェイズ         | ファイブウェイズ   |
| けらくの王（後編） 発情・陵辱・奴隷                                                  | 2002年12月18日 | ファイブウェイズ         | ファイブウェイズ         | ファイブウェイズ   |
| 厳格クールな先生がアヘボテオチ! 上巻 モテサプリのトンデモ副作用                      | 2015年6月26日  | メリー・ジェーン         | メリー・ジェーン         | メリー・ジェーン   |
| 厳格クールな先生がアヘボテオチ! 下巻 絶頂漬けの10日間                                | 2015年7月24日  | メリー・ジェーン         | メリー・ジェーン         | メリー・ジェーン   |
| 原罪病棟 カルテI                                                                     | 1999年6月22日  | ファイブウェイズ         | シネマパラダイス         | ファイブウェイズ   |
| 原罪病棟 カルテII                                                                    | 1999年11月18日 | ファイブウェイズ         | シネマパラダイス         | ファイブウェイズ   |
| 幻夢館 愛欲と凌辱の淫罪 上巻                                                         | 2003年3月21日  | グリーンバニー           | グリーンバニー           |                    |
| 幻夢館 愛欲と凌辱の淫罪 下巻                                                         | 2003年5月22日  | グリーンバニー           | グリーンバニー           |                    |

## こ
| 作品名 | 年月日         | 製作                             | 発売元                           | 販売元                     |
| --- | -------------- | -------------------------------- | -------------------------------- | -------------------------- |
| 小悪魔カノジョ THE ANIMATION 汁まみれでトロトロ♥                                                                                          | 2013年12月20日 | ピンクパイナップル               | ピンクパイナップル               | ピンクパイナップル         |
| 小悪魔カノジョ THE ANIMATION #2 かたこい                                                                                                  | 2016年2月26日  | ピンクパイナップル               | ピンクパイナップル               | ピンクパイナップル         |
| 恋糸記念日 THE ANIMATION Memorial.1「むすんで ひらいて」                                                                                  | 2012年12月21日 | ピンクパイナップル               | ピンクパイナップル               | ピンクパイナップル         |
| 恋糸記念日 THE ANIMATION Memorial.2「急転直下のホーリーナイト☆」                                                                          | 2013年3月22日  | ピンクパイナップル               | ピンクパイナップル               | ピンクパイナップル         |
| 恋騎士 Purely☆Kiss THE ANIMATION 「エルシア＝ハーヴェンス」                                                                               | 2013年7月26日  | ピンクパイナップル               | ピンクパイナップル               | ピンクパイナップル         |
| 恋騎士 Purely☆Kiss THE ANIMATION Limited Edition「藤守由宇」                                                                              | 2014年2月28日  | ピンクパイナップル               | ピンクパイナップル               | ピンクパイナップル         |
| こいなか 小田舎で初恋×中出しセクシャルライフ THE ANIMATION                                                                                | 2016年4月28日  | ピンクパイナップル               | ピンクパイナップル               | ピンクパイナップル         |
| 恋姫 K・O・I・H・I・M・E 第1章「恋の巻」                                                                                                  | 2000年9月22日  | ピンクパイナップル               | ピンクパイナップル               | ピンクパイナップル         |
| 恋姫 K・O・I・H・I・M・E 第2章「姫の巻」                                                                                                  | 2000年11月24日 | ピンクパイナップル               | ピンクパイナップル               | ピンクパイナップル         |
| 恋まぐわい 〜忘却の妖狐〜 | 2014年12月26日 | PashminaA                        | PashminaA                        | デジタルワークス           |
| 交淫天使 〜背徳のリセエンヌ〜 | 1998年11月19日 | 交淫天使プロジェクト             | 交淫天使プロジェクト             | ジェイ・ブイ・ディー       |
| 好色日本性豪夜話 | 1971年3月      | 六邦映画                         | -                                | -                          |
| ゴータマン1 臀撃おしおき娘 ［セクシャルグレードアップ改訂版］                                                                             | 2000年4月18日  |                                  | ビデオチャンプ                   | ファイブウェイズ           |
| ゴータマン2 臀撃おしおき娘 ［セクシャルグレードアップ改訂版］                                                                             | 2000年4月18日  |                                  | ビデオチャンプ                   | ファイブウェイズ           |
| 鋼鉄の魔女アンネローゼ 01 魔女の従者：Witchslave                                                                                          | 2012年7月27日  | ZIZ                              |                                  |                            |
| 鋼鉄の魔女アンネローゼ 02 窮地の魔女：Witchlose                                                                                           | 2013年5月24日  | ZIZ                              |                                  |                            |
| 鋼鉄の魔女アンネローゼ 03 魔女の懲罰：Witchpunish                                                                                         | 2014年10月24日 | ZIZ                              |                                  |                            |
| 鋼鉄の魔女アンネローゼ 04 魔女の墜落：Witchbad                                                                                            | 2014年11月21日 | ZIZ                              |                                  |                            |
| コートの中の天使達 1st SET | 2000年10月27日 | ピンクパイナップル               | ピンクパイナップル               | ピンクパイナップル         |
| コートの中の天使達 2nd SET | 2000年12月25日 | ピンクパイナップル               | ピンクパイナップル               | ピンクパイナップル         |
| 黒瞳皇 | 2000年11月28日 | ファイブウェイズ                 | ファイブウェイズ                 | ファイブウェイズ           |
| 黒瞳皇2 | 2001年2月28日  | ファイブウェイズ                 | ファイブウェイズ                 | ファイブウェイズ           |
| 黒瞳皇3 | 2001年4月28日  | ファイブウェイズ                 | ファイブウェイズ                 | ファイブウェイズ           |
| 黒瞳皇4 | 2001年6月28日  | ファイブウェイズ                 | ファイブウェイズ                 | ファイブウェイズ           |
| 黒瞳皇5 | 2002年2月18日  | ファイブウェイズ                 | ファイブウェイズ                 | ファイブウェイズ           |
| 午後の紅潮 〜純愛メロウより〜 | 2012年9月21日  | Pashmina                         | Pashmina                         | ミルキーズピクチャーズ     |
| コ・コ・ロ… | 2001年12月21日 | JHV                              | JHV                              |                            |
| コ・コ・ロ…2 | 2002年6月21日  | JHV                              | JHV                              |                            |
| 個人授業 〜THE ANIMATION〜 Schoolgirl ready for a private lesson Lesson.1「Starlet」                                                      | 2008年4月25日  | ピンクパイナップル               | ピンクパイナップル               | ピンクパイナップル         |
| 個人授業 〜THE ANIMATION〜 Schoolgirl ready for a private lesson Lesson.2「密閉水槽」                                                     | 2008年7月25日  | ピンクパイナップル               | ピンクパイナップル               | ピンクパイナップル         |
| 個人授業 PRIVATE PSYCHO LESSON 〜Lesson.1 YURI〜                                                                                          | 2003年1月25日  | BLUE MANTIS                      | ギャガ・コミュニケーションズ     |                            |
| 個人授業 PRIVATE PSYCHO LESSON 〜Lesson.2 ERIKA〜                                                                                         | 2003年1月25日  | BLUE MANTIS                      | ギャガ・コミュニケーションズ     |                            |
| 股人タクシー 獲物1 令嬢・さつき | 2002年5月25日  | ミュージアムピクチャーズ         | ミュージアムピクチャーズ         | GPミュージアム             |
| 股人タクシー 獲物2 姉妹狩り・玲名と瀬名                                                                                                   | 2002年8月25日  | ミュージアムピクチャーズ         | ミュージアムピクチャーズ         | GPミュージアム             |
| 股人タクシー 獲物3 ミサキ・狩られた競泳水着                                                                                               | 2002年10月25日 | ミュージアムピクチャーズ         | ミュージアムピクチャーズ         | GPミュージアム             |
| 股人タクシー 獲物4 狩られたチアガール・ユキ                                                                                               | 2003年4月25日  | ミュージアムピクチャーズ         | ミュージアムピクチャーズ         | GPミュージアム             |
| 股人タクシー 獲物5 ナース狩り・奈々美 | 2004年9月25日  | 「股人タクシー」アニメ製作委員会 | 「股人タクシー」アニメ製作委員会 | GPミュージアムソフト       |
| コスプレチェンジ 〜ピュア系女子大生の危険な性癖〜 第一話 巨乳女子大生がコスプレ七変化!? 魅惑の妖怪探偵にムチエロチェンジ♡                 | 2021年11月26日 | 妄想専科                         | 妄想専科                         | エイ・ワン・シー           |
| コスプレチェンジ 〜ピュア系女子大生の危険な性癖〜 第二話 巨乳女子大生がコスプレ七変化!? 疑惑の取り調べ室で手錠拘束プレイ♡                 | 2022年1月28日  | 妄想専科                         | 妄想専科                         | エイ・ワン・シー           |
| コスプレチェンジ 〜ピュア系女子大生の危険な性癖〜 第三話 巨乳女子大生がコスプレ七変化!? 蠱惑の吸血娘はＳＭでフタナリな変態プレイがお好き♡ | 2022年4月28日  | 妄想専科                         | 妄想専科                         | エイ・ワン・シー           |
| コスプレチェンジ 〜ピュア系女子大生の危険な性癖〜 第四話 巨乳女子大生がコスプレ七変化!? 誘惑の巨乳戦士は全てお金で解決できちゃう浪花っ娘♡ | 2022年6月24日  | 妄想専科                         | 妄想専科                         | エイ・ワン・シー           |
| コスプレ楽園 | 2014年1月1日   | 虎の穴                           | 虎の穴                           | 虎の穴                     |
| コスプレ露出研究会 1日目 | 2011年5月27日  | WHITE BEAR                       | メディアバンク                   | メディアバンク             |
| コスプレ露出研究会 2日目 | 2011年7月22日  | WHITE BEAR                       | メディアバンク                   | メディアバンク             |
| 御先祖賛江 第一話「面影」 | 1998年9月25日  | ビームエンタテインメント         | ビームエンタテインメント         | ビームエンタテインメント   |
| 御先祖賛江 第二話「誰彼」 | 1998年11月25日 | ビームエンタテインメント         | ビームエンタテインメント         | ビームエンタテインメント   |
| 御先祖賛江 第三話「恋闇」 | 1999年1月25日  | ビームエンタテインメント         | ビームエンタテインメント         | ビームエンタテインメント   |
| 御先祖賛江 最終話「常少女」 | 1999年3月25日  | ビームエンタテインメント         | ビームエンタテインメント         | ビームエンタテインメント   |
| こどもの時間 a forbidden time 禁じられたとき                                                                                              | 2000年5月18日  | シネマパラダイス                 | シネマパラダイス                 | ファイブウェイズ           |
| こどもの時間2 a forbidden time 禁じられたとき                                                                                             | 2000年12月18日 | シネマパラダイス                 | シネマパラダイス                 | ファイブウェイズ           |
| こどもの時間3 a forbidden time 禁じられたとき                                                                                             | 2001年2月18日  | シネマパラダイス                 | シネマパラダイス                 | ファイブウェイズ           |
| こどもの時間4 a forbidden time 禁じられたとき                                                                                             | 2001年8月18日  | シネマパラダイス                 | シネマパラダイス                 | ファイブウェイズ           |
| こどもの時間5 a forbidden time 禁じられたとき                                                                                             | 2002年9月18日  | ファイブウェイズ                 | ファイブウェイズ                 | ファイブウェイズ           |
| こどもの時間6 a forbidden time 禁じられたとき                                                                                             | 2002年10月18日 | ファイブウェイズ                 | ファイブウェイズ                 | ファイブウェイズ           |
| こどもの時間7 a forbidden time 禁じられたとき                                                                                             | 2002年12月18日 | ファイブウェイズ                 | ファイブウェイズ                 | ファイブウェイズ           |
| 理-コトワリ- 〜キミの心の零れた欠片〜 〜ハチャメチャ探偵みなもと口無し美少女初夏の謎 編〜                                                 | 2013年3月29日  | 2匹目のどぜう                    | 2匹目のどぜう                    | エイ・ワン・シー           |
| 理-コトワリ- 〜キミの心の零れた欠片〜 〜由比ヶ浜 悠基 闇に掲げる魂の問題 編〜                                                             | 2013年5月31日  | 2匹目のどぜう                    | 2匹目のどぜう                    | エイ・ワン・シー           |
| この会社…なにかおかしい! #1 これって…セクハラですよね?                                                                                    | 2021年9月17日  | BOMB!CUTE!BOMB!                  |                                  |                            |
| この会社…なにかおかしい! #2 私、調教されちゃいました…                                                                                     | 2021年9月24日  | BOMB!CUTE!BOMB!                  |                                  |                            |
| 琥珀色のHUNTER | 2020年7月31日  | ピンクパイナップル               | ピンクパイナップル               | ピンクパイナップル         |
| 琥珀色のHUNTER ルビー編 | 2021年2月26日  | ピンクパイナップル               | ピンクパイナップル               | ピンクパイナップル         |
| 懲らしめ 前編 | 2001年6月15日  | デジタルワークス                 | バニラ                           | ジェイ・ブイ・ディー       |
| 懲らしめ 後編 | 2001年9月7日   | デジタルワークス                 | バニラ                           | ジェイ・ブイ・ディー       |
| 懲らしめ2 狂育的デパガ指導 蔑みデパガ・彩子〜ガラス張りの棒刺♥〜                                                                          | 2022年9月30日  | PoRO                             | PoRO                             | エイ・ワン・シー           |
| Collector VOL.1「影牢」「触欲」「赫い雪」                                                                                                 | 2001年5月25日  | ディースリー                     |                                  | ディースリー               |
| Collector VOL.2「夏…風の中で」「夏…風の中でII」「NEMU×NEMU」「精霊賛歌」                                                                  | 2001年6月29日  | ディースリー                     |                                  | ディースリー               |
| 闘技場の戦姫 〜another story〜 上巻 すべてを捧げた戦姫                                                                                    | 2015年12月4日  | メリー・ジェーン                 | メリー・ジェーン                 | メリー・ジェーン           |
| 闘技場の戦姫 〜another story〜 下巻 囚われの戦姫                                                                                          | 2016年1月8日   | メリー・ジェーン                 | メリー・ジェーン                 | メリー・ジェーン           |
| 蠱惑の刻 腹ボテクール・雪乃〜恥蜜に溢れる緩んだ恥穴                                                                                       | 2011年10月28日 | PoRO                             | PoRO                             | エイ・ワン・シー           |
| 蠱惑の刻 つるペタコンパクト・藍 〜稚拙に膨らむつぶらなスク水♥                                                                             | 2012年3月20日  | PoRO                             | PoRO                             | エイ・ワン・シー           |
| 蠱惑の刻 巨乳だるまっ娘・桃子 〜濡れもげ抉る切ない肢体〜♥                                                                                 | 2013年10月25日 | PoRO                             | PoRO                             | エイ・ワン・シー           |
| 蠱惑の刻 切ない少女の調べ 〜儚く濡れる蠱惑の刻〜♥                                                                                         | 2014年7月25日  | PoRO                             | PoRO                             | エイ・ワン・シー           |
| 「こわれもの」II HEAVEN1「おしおきしてください…」                                                                                         | 2001年8月25日  |                                  | こわれもの                       |                            |
| 「こわれもの」II HEAVEN2 | 2001年10月25日 |                                  | こわれもの                       |                            |
| 娘ワレモノ THE ANIMATION | 2015年12月4日  | BOOTLEG                          | BOOTLEG                          | ミルキーズピクチャーズ     |
| コワレモノ：璃沙 THE ANIMATION | 2016年1月1日   | BOOTLEG                          | BOOTLEG                          | ミルキーズピクチャーズ     |
| コワレモノ：璃沙 PLUS THE ANIMATION | 2016年10月7日  | BOOTLEG                          | BOOTLEG                          | ミルキーズピクチャーズ     |
| CONCERTO.（コンチェルト） 〜真夏の夜の狂夢〜                                                                                              | 2001年9月7日   |                                  | ジーアンドジー                   | カレスコミュニケーションズ |
| CONCERTO.（コンチェルト） 〜真夜中の淫声〜                                                                                                | 2001年11月2日  |                                  | ジーアンドジー                   | カレスコミュニケーションズ |
| こんなに優しくされたの 1 | 2014年6月27日  | Queen Bee                        | メディアバンク                   | メディアバンク             |
| こんなに優しくされたの 2 | 2014年8月29日  | Queen Bee                        | メディアバンク                   | メディアバンク             |
| こんなに優しくされたの 3 | 2014年11月21日 | Queen Bee                        | メディアバンク                   | メディアバンク             |
| コンビニ少女Z 第一話 あなた、地下アイドルですよね。社長に万引きがバレていいんですか?                                                      | 2021年12月24日 | 鈴木みら乃                       | 鈴木みら乃                       | エイ・ワン・シー           |
| コンビニ少女Z 第二話 あなた、お茶汲み○Lですよね。会社に万引きがバレていいんですか?                                                        | 2022年2月25日  | 鈴木みら乃                       | 鈴木みら乃                       | エイ・ワン・シー           |
| コンビニ少女Z 第三話 あなた、ヤンクレママですよね。旦那に万引きがバレていいんですか?                                                      | 2022年5月27日  | 鈴木みら乃                       | 鈴木みら乃                       | エイ・ワン・シー           |
| コンビニ少女Z 第四話 あなた、コンビニマネですよね。本社に万引きがバレていいんですか?                                                      | 2022年7月29日  | 鈴木みら乃                       | 鈴木みら乃                       | エイ・ワン・シー           |
| ←あ行 | ↑目次          | さ行→                            | さ行→                            | さ行→                      |